# Brie-sous-Chalais
Brie-sous-Chalais ist eine französische Gemeinde mit 158 Einwohnern (Stand: 1. Januar 2022) im Département Charente in der Region Nouvelle-Aquitaine. Die Gemeinde gehört zum Arrondissement Angoulême, zum Kanton Tude-et-Lavalette und zum 2017 gegründeten Gemeindeverband Lavalette Tude Dronne. 

## Geografie
Brie-sous-Chalais liegt im Süden der historischen Provinz Angoumois, etwa 38 Kilometer südsüdwestlich von Angoulême. Umgeben wird Brie-sous-Chalais von den Nachbargemeinden Châtignac im Norden und Nordwesten, Saint-Laurent-des-Combes im Norden und Nordosten, Montboyer im Osten, Curac im Süden, Bardenac im Süden und Südwesten sowie Brossac im Westen.

## Geschichte
Zwischen 1973 und 1993 waren die Gemeinden Brie-sous-Chalais und Bardenac zusammengelegt. Die damals bestehende Gemeinde trug den Namen Brie-Bardenac. 

## Bevölkerungsentwicklung
| Jahr                      | 1962 | 1968 | 1999 | 2006 | 2016 |
| Einwohner                 | 215  | 212  | 159  | 166  | 155  |
| Quelle: Cassini und INSEE |      |      |      |      |      |

## Sehenswürdigkeiten
- Kirche Saint-Saturnin aus dem 12. Jahrhundert, spätere Umbauten

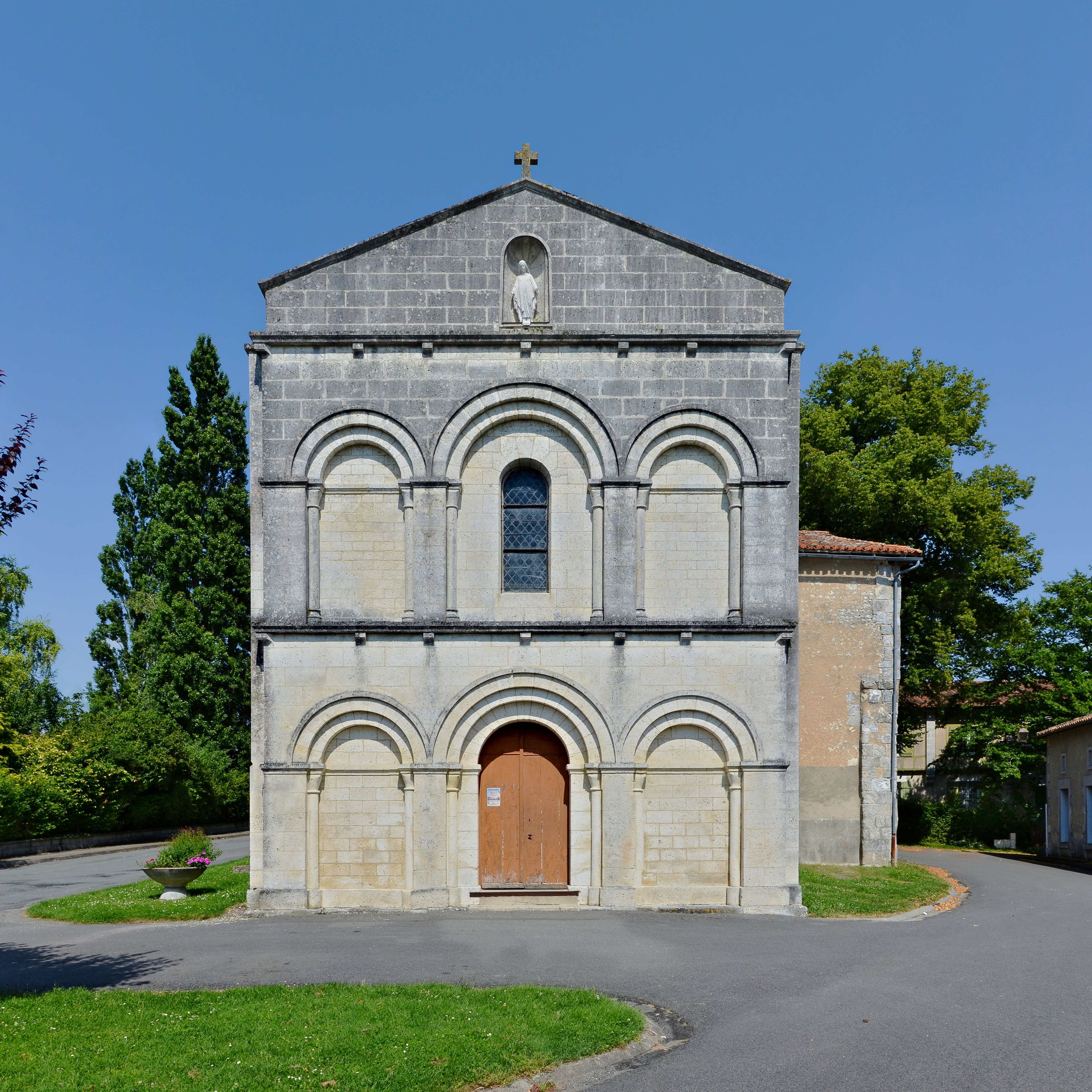
Kirche Saint-Saturnin